# Genogramma
Il genogramma (o studio di McGoldrick-Gerson) è una visualizzazione grafica delle relazioni familiari di un soggetto e della sua storia medica. Non si tratta di un semplice albero genealogico tradizionale. Infatti il genogramma consente di visualizzare i modelli ereditari e i fattori psicologici che caratterizzano i rapporti familiari. Il genogramma viene utilizzato per identificare i modelli di comportamento ripetitivi e riconoscere tendenze ereditarie.
I genogrammi furono inizialmente sviluppati e diffusi in ambito clinico da McGoldrick e Gerson a partire dalla pubblicazione di un saggio del 1985. Da allora i genogrammi si sono diffusi e sono utilizzati in una ampia varietà di campi scientifici, dalla medicina alla psichiatria, dalla psicologia alla ricerca genetica e molti altri ancora.

## I simboli del genogramma
Per il genogramma sono stati ideati dei simboli molto semplici che rappresentano il genere: un quadrato ad indicare il sesso maschile, un cerchio per quello femminile. Esistono poi diversi tipi di linee per illustrare i rapporti familiari: una linea continua in genere indica un matrimonio, una linea tratteggiata una convivenza od una relazione significativa. I figli sono segnalati immediatamente al di sotto ed in relazione con la linea indicante il rapporto, da sinistra a destra per ordine di nascita.
I simboli del genogramma di solito riportano in alto la data di nascita (ed eventualmente quella della morte), ed in basso il nome del singolo individuo. L'interno del simbolo può contenere altre informazioni specifiche, quali ad esempio l'età attuale del soggetto, oppure dei codici alfanumerici ad indicare malattie genetiche, od altri dati degni di nota (aborti, patologie eredo-familiari).

## Contenuti del genogramma
Un genogramma può contenere una serie più o meno ampia di informazioni sulle famiglie che rappresenta. Come già accennato di base mostrerà i nomi delle persone che appartengono alla discendenza familiare nonché il modo in cui questi parenti si relazionano tra loro. Ulteriori informazioni possono essere attinenti alla scolarizzazione, alla occupazione, alle malattie sofferte, alle problematiche psicologiche ed ai conflitti familiari.

## Relazioni familiari
Uno dei vantaggi di un genogramma è certamente la possibilità di utilizzare le linee di congiunzione tra le varie persone ad indicare le relazioni familiari, affettive e sociali. L'introduzione del colore amplifica la possibilità di codifica. 
Come già accennato all'interno delle relazioni familiari, è possibile illustrare se una coppia è sposata, separata, divorziata, convivente ed altro ancora.

## Relazioni affettive
Il genogramma può dare informazioni anche in merito alle relazioni affettive. In altre parole viene fornita una approfondita analisi di come gli individui in relazione tra loro. Ancora una volta linee colorate rappresentano le diverse relazioni affettive che legano gli individui.

## Relazioni sociali
Le informazioni del genogramma sulle relazioni sociali permettono di comprendere in che modo le persone si relazionano fra loro nell'ambito della società e dell'ambiente in cui vivono e lavorano. Si forniscono dati sul ruolo esercitato da ogni individuo nel contesto sociale (ad esempio dirigente, lavoratore dipendente, amministratore, insegnante, studente, religioso e molto altro ancora).
I dati possono anche riguardare la relazione di un individuo con un ente sociale o di volontariato.

## Scopo del Genogramma

### Genealogia
In genealogia, i genogrammi vengono utilizzati per registrare la storia di una famiglia attraverso la vita di ciascuno dei suoi membri I genogrammi consentono al genealogista di rappresentare graficamente alberi genealogici complessi mostranti matrimoni e divorzi, famiglie ricostituite, adozioni, relazioni difficili e tese, rivalità, la coesione familiare e molto altro ancora.

### Medicina
I genogrammi medici forniscono un contesto utile e veloce per valutare i rischi di salute di un individuo La conoscenza delle malattie e delle condizioni che si verificano all'interno di una famiglia può fornire ai sanitari informazioni preziose che possono essere di aiuto per una diagnosi rapida ed accurata e per il trattamento dei problemi sanitari. D'altra parte la conoscenza delle malattie che tendono a presentarsi ed a ricorrere negli individui appartenenti ad una determinata famiglia può fornire importanti indizi nel perseguire efficaci misure di tipo preventivo. Un genogramma medico può includere molte generazioni, tuttavia in genere risalire nel tempo fino alla quarta generazioni può fornire al medico sufficienti informazioni.

### Psicologia
I genogrammi sono utilizzati dagli psicologi per raccogliere informazioni obiettive e coerenti da parte del paziente e dei suoi familiari, al fine di aiutarli a vedere i problemi del paziente nel più ampio contesto della sua relazione coniugale, dei rapporti familiari della sua estrazione culturale.
I genogrammi in questo contesto focalizzano le relazioni affettive e permettono agli psicologi di vedere e valutare i possibili conflitti all'interno della famiglia.

### Assistenza sociale
Nel contesto della assistenza sociale i genogrammi vengono utilizzati per visualizzare i legami emotivi tra gli individui che compongono una famiglia od una qualsivoglia unità sociale. Il genogramma aiuterà gli educatori e gli assistenti sociali ad effettuare una valutazione del livello di coesione all'interno del gruppo famiglia o di qualsiasi altro gruppo per stimare se vi è un tipo di intervento adeguato e disponibile all'interno del gruppo. I genogrammi permettono anche la visualizzazione delle relazioni sociali che intercorrono fra le persone che frequentano luoghi come scuole, chiese, strutture dedicate ai giovani, associazioni o centri per anziani.